# ジョー・パターソン
ジョゼフ・マイケル・パターソン（Joseph "Joe" Michael Paterson, 1986年5月19日 - ）は、アメリカ合衆国オレゴン州コーバリス出身の元プロ野球選手（投手）。左投右打。

## 経歴

### ジャイアンツ傘下時代
2007年、MLBドラフト10巡目（全体314位）でサンフランシスコ・ジャイアンツから指名され、7月5日に契約。ルーキー級アリゾナリーグ・ジャイアンツでプレー後、7月下旬にA-級セイラム=カイザー・ボルケーノズへ昇格。
2008年はA級オーガスタ・グリーンジャケッツで開幕を迎え、5月にA+級サンノゼ・ジャイアンツへ昇格。
2009年はAA級コネチカット・ディフェンダーズでプレー。55試合に登板し5勝6敗10セーブ、防御率1.96だった。
2010年はAAA級フレズノ・グレズリーズでプレー。46試合に登板し4勝3敗2セーブ、防御率3.48だった。

### ダイヤモンドバックス時代
2010年12月9日にルール・ファイブ・ドラフトでアリゾナ・ダイヤモンドバックスから指名され移籍した。
2011年は開幕ロースター入りを果たし、4月2日のコロラド・ロッキーズ戦でメジャーデビュー。3点ビハインドの8回裏から登板し、0.1回を投げ1安打無失点だった。その後はリリーフに定着し、62試合に登板。0勝3敗1セーブ、防御率2.91だった。
2012年も開幕ロースター入りしたが、6試合（2.2回）で11失点を喫し、4月24日にAAA級リノ・エーシズへ降格。その後シーズン中のメジャー昇格はなく、AAA級では48試合に登板し2勝2敗2セーブ、防御率4.15だった。オフの10月5日にメジャーへ再昇格した。
2013年3月30日にAAA級リノへ降格。6月10日に再昇格した。2試合に登板したが、6月25日に再びAAA級へ降格した。
2014年10月7日に、ロースター外となった。

### ダイヤモンドバックス退団後
2014年11月13日に、カンザスシティ・ロイヤルズとマイナー契約を結んだ。
2015年5月21日に解雇となる。24日にオークランド・アスレチックスとマイナー契約を結ぶが、6月11日に解雇となる。6月20日にシンシナティ・レッズとマイナー契約を結ぶが、7月16日に解雇となる。

## 詳細情報

### 年度別投手成績
| 年 度     | 球 団     | 登 板 | 先 発 | 完 投 | 完 封 | 無 四 球 | 勝 利 | 敗 戦 | セ 丨 ブ | ホ 丨 ル ド | 勝 率 | 打 者 | 投 球 回 | 被 安 打 | 被 本 塁 打 | 与 四 球 | 敬 遠 | 与 死 球 | 奪 三 振 | 暴 投 | ボ 丨 ク | 失 点 | 自 責 点 | 防 御 率 | W H I P |
| --------- | --------- | ----- | ----- | ----- | ----- | -------- | ----- | ----- | -------- | ----------- | ----- | ----- | -------- | -------- | ----------- | -------- | ----- | -------- | -------- | ----- | -------- | ----- | -------- | -------- | ------- |
| 2011      | ARI       | 62    | 0     | 0     | 0     | 0        | 0     | 3     | 1        | 10          | .000  | 150   | 34.0     | 28       | 1           | 15       | 0     | 4        | 28       | 1     | 0        | 11    | 11       | 2.91     | 1.26    |
| 2012      | ARI       | 6     | 0     | 0     | 0     | 0        | 0     | 0     | 0        | 1           | ----  | 26    | 2.2      | 15       | 2           | 3        | 0     | 0        | 0        | 0     | 0        | 11    | 11       | 37.13    | 6.75    |
| 2013      | ARI       | 2     | 0     | 0     | 0     | 0        | 0     | 0     | 0        | 0           | ----  | 11    | 2.1      | 2        | 0           | 0        | 0     | 3        | 2        | 0     | 0        | 1     | 1        | 3.86     | 0.86    |
| 2014      | ARI       | 3     | 0     | 0     | 0     | 0        | 0     | 0     | 0        | 0           | ----  | 10    | 1.1      | 4        | 0           | 1        | 0     | 1        | 0        | 0     | 0        | 5     | 5        | 33.75    | 3.75    |
| 通算：4年 | 通算：4年 | 73    | 0     | 0     | 0     | 0        | 0     | 3     | 1        | 11          | .000  | 197   | 40.1     | 49       | 3           | 19       | 0     | 8        | 30       | 1     | 0        | 28    | 28       | 6.25     | 1.69    |

- 「-」は記録なし

### 背番号
- 47（2011年 - 2014年）